# Yussef Said Cahali
Yussef Said Cahali OMM (Bauru, 10 de fevereiro de 1930 — São Paulo, 13 de agosto de 2019) foi um professor, escritor e jurista brasileiro.

## Biografia
Formado pela Faculdade de Direito da Universidade de São Paulo, turma de 1954, foi  desembargador e presidente do Tribunal de Justiça do Estado de São Paulo, bem como  Professor Titular de Direito Civil na Faculdade de Direito da Universidade de São Paulo.
Em 1997, Yussef foi admitido pelo presidente Fernando Henrique Cardoso à Ordem do Mérito Militar no grau de Oficial especial.
Faleceu em 13 de agosto de 2019 em São Paulo.

## Trabalhos jurídicos
É autor de várias obras jurídicas na área de Direito e Processo Civil, entre as quais destaca-se o livro “Divórcio e Separação”, com mais de 10 edições publicadas pela editora Revista dos Tribunais - RT, além de:
- “Dos alimentos”, São Paulo: RT;
- “O casamento putativo”, São Paulo: RT;
- “Família e Casamento”, São Paulo: Saraiva, escrito com diversos autores e com o filho Francisco e a pupila Priscila Correa da Fonseca.
- “A Lei do Divórcio na jurisprudência”, São Paulo: RT;
- “Aspectos processuais da prescrição e da decadência”, São Paulo: RT;
- “Fraudes contra credores”, São Paulo: RT;
- “Honorários advocatícios”, São Paulo: RT;
- “Dano Moral”, São Paulo: RT;